# Arthur Mapp
Arthur Mapp (Belize, 6 novembre 1953) è un ex judoka britannico.

## Palmarès
- Giochi olimpici

Mosca 1980: bronzo nell'Open.